# The Anarchical Society
A Sociedade Anárquica (original: The Anarchical Society: A Study of Order in World Politics) é um livro de 1977 de Hedley Bull e um texto fundador da escola Inglesa de teoria das relações internacionais. O título refere-se à suposição de anarquia no sistema internacional (posta principalmente pelos autores realistas) e defende a existência de uma sociedade internacional.
Apesar do título, o livro vai muito além do conceito de “anarquia” popularmente conhecido. O campo das relações internacionais é dominado pelo paradigma declinista da inevitável queda imperial e do equilíbrio de poder ou “anarquia”. Essa é uma perspectiva eurocêntrica baseada no caso de Roma. A Sociedade Anárquica é uma das poucas e uma das primeiras obras para quebrar os laços do eurocentrismo: “Na ampla extensão da história humana... a forma do sistema de estados tem sido a exceção e não a regra” (Bull, 1977, p. 21).

O livro também descreve a teoria do neomedievalismo de Hedley Bull.